# Yves Duffaut
Pour les articles homonymes, voir Duffaut.
Yves Duffaut, né le 24 décembre 1932 à Samatan (Gers), est un joueur français de rugby à XV, qui a joué avec l'équipe de France et le SU Agen au poste de troisième ligne aile (1,80 m pour 88 kg). 

## Carrière de joueur

### En club
- SU Agen
- PUC

### En équipe nationale
Il a disputé son premier test match le 29 août 1954 contre l'équipe d'Argentine (à Buenos-Aires, victoire de l'équipe de France 22-8) et le dernier contre cette même équipe, le 12 septembre 1954 (à Buenos-Aires, nouvelle victoire de l'équipe de France 30-3).

## Palmarès
- Sélections en équipe nationale : 2
- International B
- International junior (Angleterre)